# Saint-Magne-de-Castillon
Saint-Magne-de-Castillon is een gemeente in het Franse departement Gironde (regio Nouvelle-Aquitaine). De plaats maakt deel uit van het arrondissement Libourne. Saint-Magne-de-Castillon telde op 1 januari 2022 2.149 inwoners.

## Geografie
De oppervlakte van Saint-Magne-de-Castillon bedroeg op 1 januari 2022 13,87 vierkante kilometer; de bevolkingsdichtheid was toen 154,9 inwoners per km².

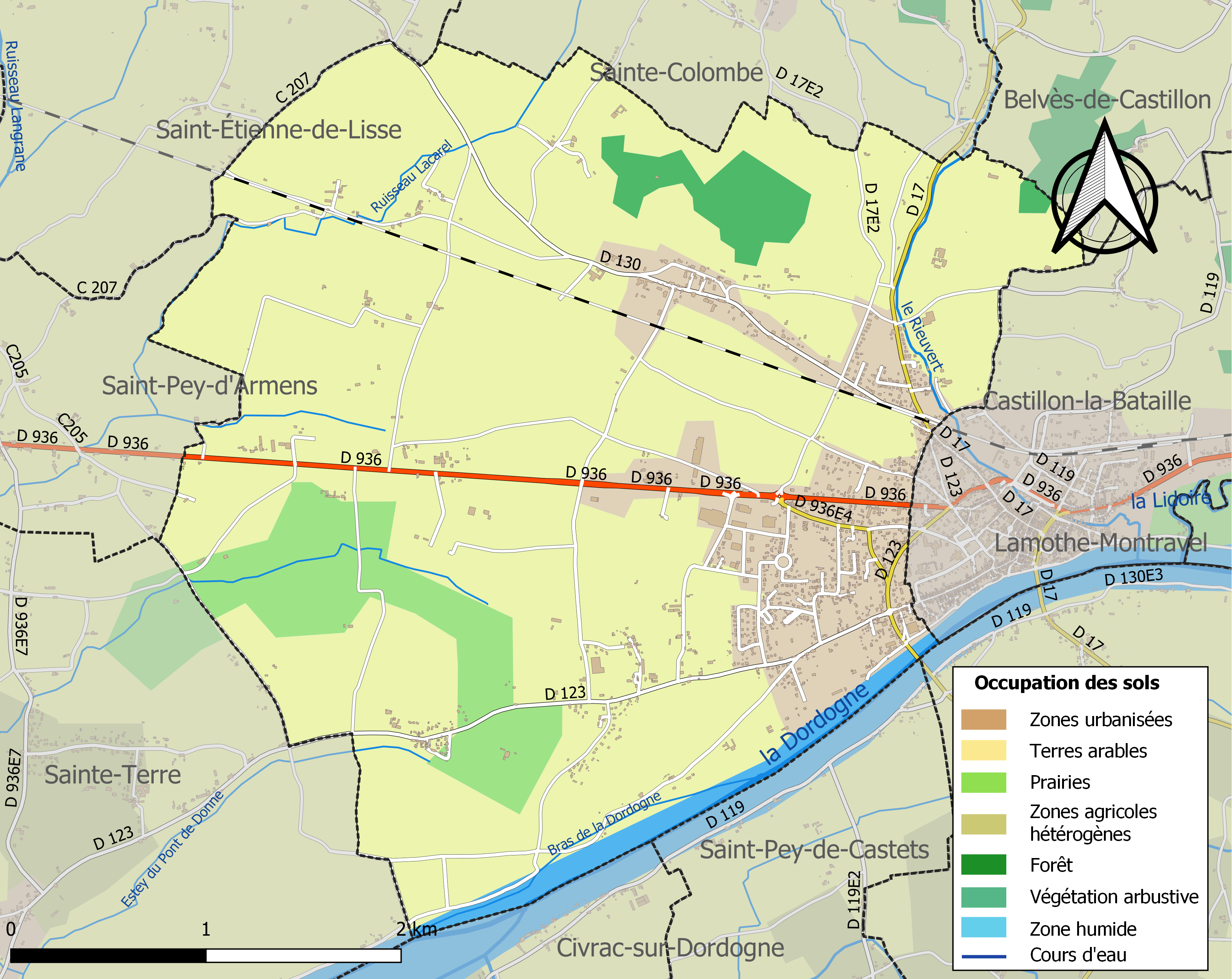
Kaart van de gemeente met belangrijkste infrastructuur, bodemgebruik en omliggende gemeenten

## Demografie
Onderstaande figuur toont het verloop van het inwonertal (bron: INSEE-tellingen).